# Pietro Barignano
Pietro Barignano (Pesaro, ... – 1540/1550) è stato un religioso e poeta italiano.

## Biografia
Poeta cortigiano, visse alle corti di Urbino, Pesaro e Roma e fu incaricato di varie ambascerie. Fu amico di Pietro Bembo. Sotto il papato di Leone X, fece parte dell'Accademia romana e celebrò le lodi del pontefice. Dopo la morte del papa, nel 1521 ritornò alla corte di Urbino, dove compose sonetti e madrigali per i signori della Rovere. Compose rime d'amore indirizzate a diverse nobildonne del tempo.

## Opere
Rime di Barignano si trovano in:
- Rime diverse di molti eccellentissimi autori, libro I, Venezia, 1545
- Rime di diversi nobili uomini et eccellenti poeti, libro II, Venezia, 1547
- Rime di diversi eccellentissimi autori, libro IV, Bologna, 1551
- Rime di diversi eccellenti Autori Bresciani raccolte, e mandate in luce da Girolamo Ruscelli, tra le quali vi sono le Rime di Veronica Gambara, e di Pietro Barignano ridotte alla vera sincerità loro, Venezia, Pietrasanta, 1553 e 1554, in 8°.

## Omaggi poetici e letterari
Il poeta Matteo Bandello ha dedicato a Pietro Barignano la Novella XII della Prima parte (1554).